# Polyceratocarpus microtrichus
Polyceratocarpus microtrichus (Engl. & Diels) Ghesq. ex Pellegr. – gatunek rośliny z rodziny flaszowcowatych (Annonaceae Juss.). Występuje naturalnie w Kamerunie, Gabonie oraz Kongo. 

## Morfologia
PokrójZimozielone drzewo dorastające do 8 m wysokości.
LiścieMają kształt od podłużnego do podłużnie eliptycznego. Mierzą 14–34 cm długości oraz 3,5–8 cm szerokości. Są skórzaste. Nasada liścia jest ostrokątna. Blaszka liściowa jest o długo spiczastym wierzchołku. Ogonek liściowy jest nagi i dorasta do 5–8 mm długości.
KwiatySą pojedyncze lub zebrane w pary, rozwijają się bezpośrednio na pniach i gałęziach (kaulifloria). Działki kielicha mają owalnie trójkątny kształt i dorastają do 3–4 mm długości. Płatki mają podłużnie eliptyczny kształt i osiągają do 10–14 mm długości.

## Biologia i ekologia
Rośnie na wybrzeżu, w wilgotnych lasach.